# Trigonella zaprjagaevii
Trigonella zaprjagaevii är en ärtväxtart som beskrevs av C.S. Afanassiev och Nikolai Fedorovich Gontscharow. Trigonella zaprjagaevii ingår i släktet trigonellor, och familjen ärtväxter. Inga underarter finns listade i Catalogue of Life.